# Élections législatives danoises de 1924
Les élections législatives danoises de 1924 ont eu lieu le 11 avril 1924.

## Résultats

### Danemark métropolitain
| Inscrits                     | Inscrits                 | Inscrits                 | 1 637 511 |             |                       |                       |
| Abstentions                  | Abstentions              | Abstentions              | 350 427   | 21,4 %      |                       |                       |
| Votants                      | Votants                  | Votants                  | 1 287 084 | 78,6 %      |                       |                       |
|                              |                          |                          |           |             |                       |                       |
| Bulletins enregistrés        | Bulletins enregistrés    | Bulletins enregistrés    | 1 287 084 |             |                       |                       |
| Bulletins blancs ou nuls     | Bulletins blancs ou nuls | Bulletins blancs ou nuls | 4 147     | 0,32 %      |                       |                       |
| Suffrages exprimés           | Suffrages exprimés       | Suffrages exprimés       | 1 282 937 | 99,68 %     | 148 sièges à pourvoir | 148 sièges à pourvoir |
|                              |                          |                          |           |             |                       |                       |
| Liste                        | Tête de liste            |                          | Suffrages | Pourcentage | Sièges acquis         | Var.                  |
| Social-démocratie            | Thorvald Stauning        |                          | 469 949   | 36,63 %     | 55 / 148              | 7                     |
| Venstre                      | Niels Neergaard          |                          | 362 682   | 28,27 %     | 44 / 148              | 7                     |
| Parti populaire conservateur | Emil Piper               |                          | 242 955   | 18,94 %     | 28 / 148              | 1                     |
| Parti social-libéral danois  | Carl Theodor Zahle       |                          | 166 476   | 12,98 %     | 20 / 148              | 2                     |
| Parti de la justice          | Néant                    |                          | 12 643    | 0,99 %      | 0 / 148               | n/a                   |
| Parti des fermiers           | Néant                    |                          | 12 196    | 0,95 %      | 0 / 148               | n/a                   |
| Parti du Schleswig           | Néant                    |                          | 7 715     | 0,6 %       | 1 / 148               | en stagnation         |
| Parti communiste du Danemark | Néant                    |                          | 6 219     | 0,48 %      | 0 / 148               | en stagnation         |
| Parti des employeurs         | Néant                    |                          | 2 102     | 0,16 %      | 0 / 148               | 3                     |